# Halothamnus lancifolius
Halothamnus lancifolius är en amarantväxtart som först beskrevs av Pierre Edmond Boissier, och fick sitt nu gällande namn av Kothe-heinr. Halothamnus lancifolius ingår i släktet Halothamnus och familjen amarantväxter. Inga underarter finns listade i Catalogue of Life.

## Bildgalleri

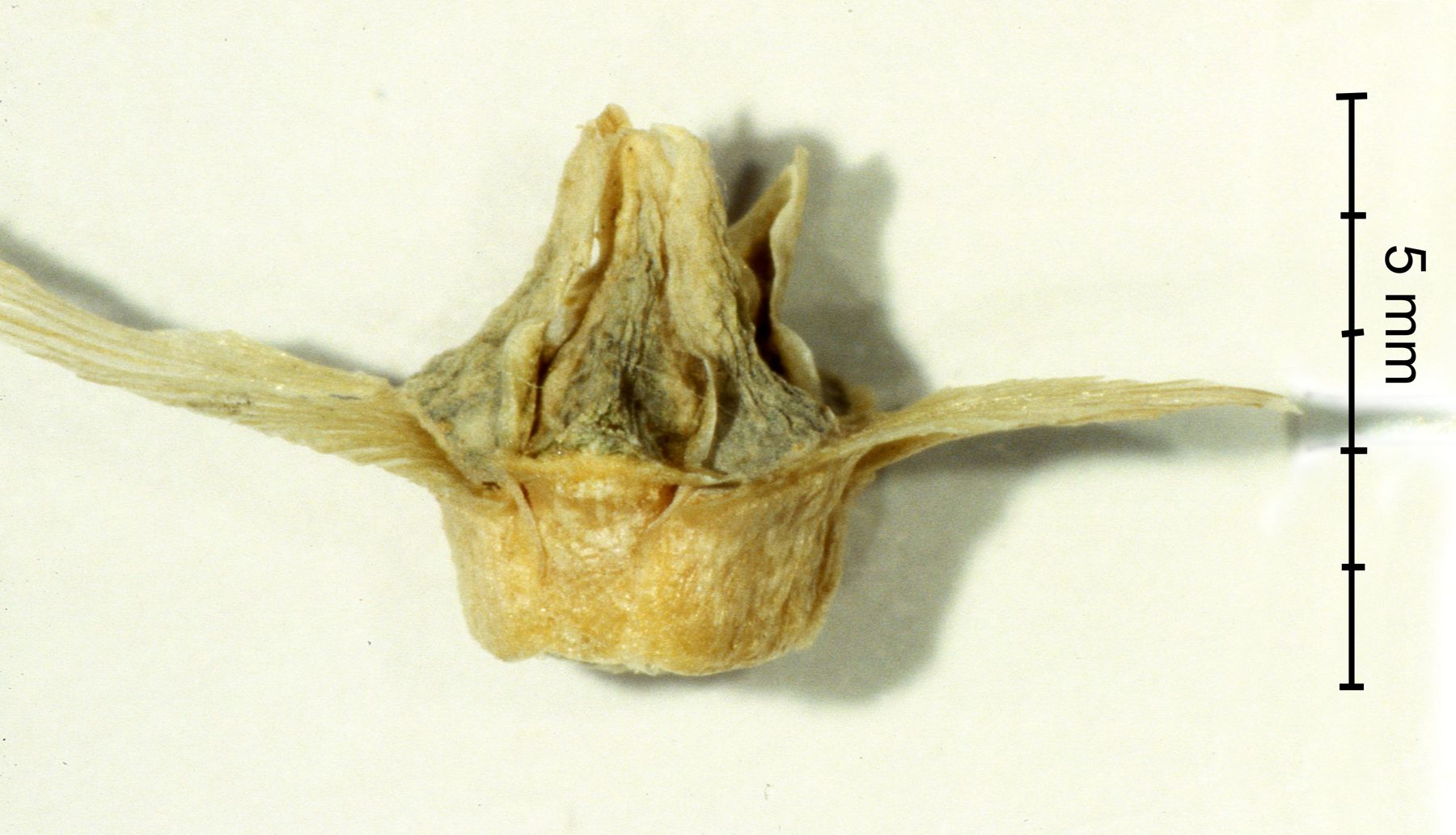
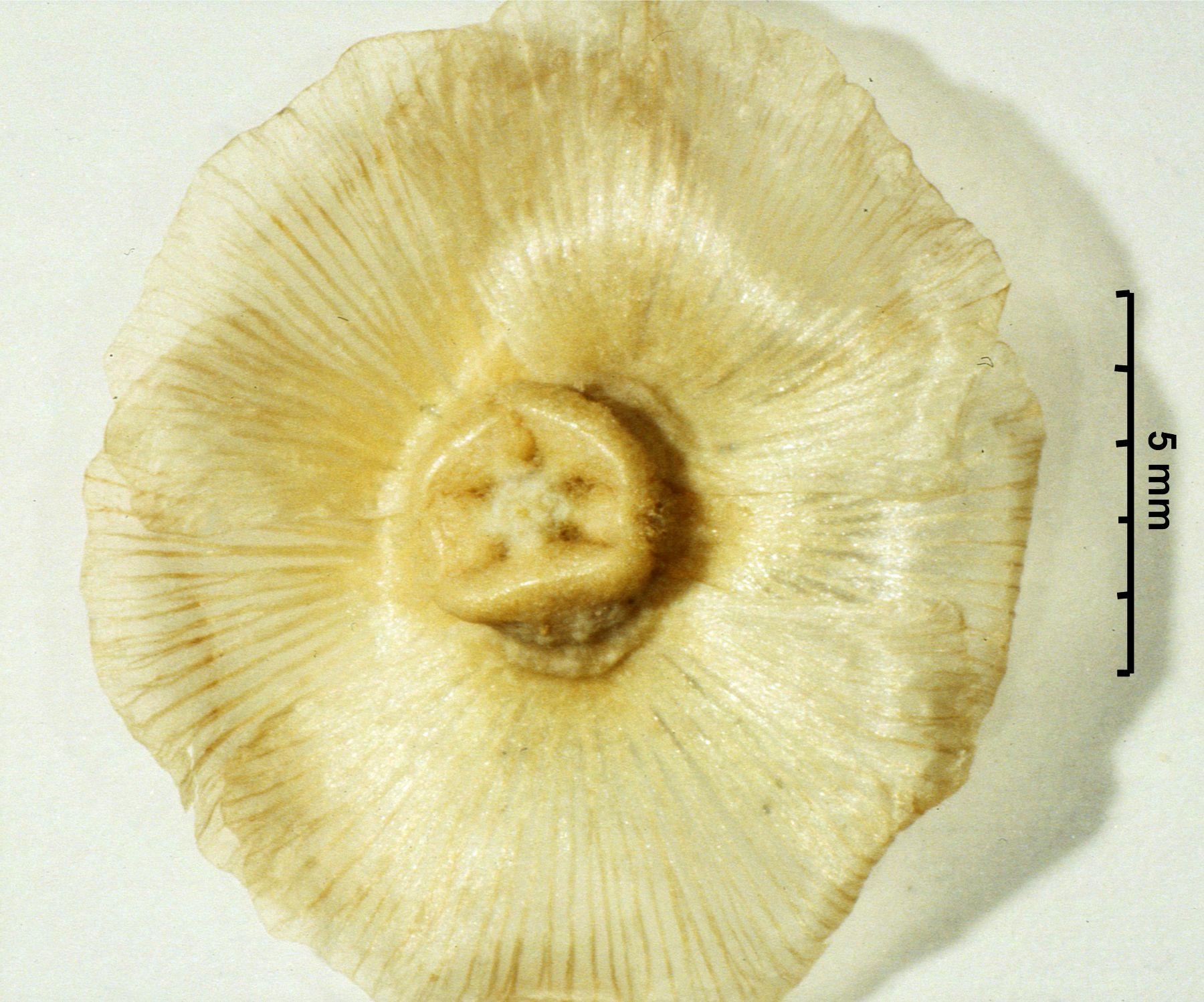